# Zotavovací akce
Zotavovací akce je kategorie akce pro děti a mládež podle právního řádu České republiky. Je definována jako „organizovaný pobyt 30 a více dětí ve věku do 15 let na dobu delší než 5 dnů, jehož účelem je posílit zdraví dětí, zvýšit jejich tělesnou zdatnost, popřípadě i získat specifické znalosti nebo dovednosti“. Do její definice tak spadají například všechny větší dětské tábory.
Na zotavovací akce se vztahuje řada hygienických požadavků specifikovaných speciální vyhláškou. Pořádání zotavovací akce je také nutno hlásit na krajskou hygienickou stanici.